# Eleutherodactylus martinicensis
Espèce
Synonymes
- Hylodes martinicensis Tschudi, 1838

Statut de conservation UICN

 NT  : Quasi menacé
Eleutherodactylus martinicensis est une espèce d'amphibiens de la famille des Eleutherodactylidae.
Elle est parfois dénommée en créole gounouy, grounouy ou hylode de la Martinique.

## Répartition
Cette espèce est nativement endémique des Petites Antilles,. Elle se rencontre du niveau de la mer jusqu'à 1 250 m d'altitude :
- à la Martinique ;
- à Antigua ;
- à la Dominique ;
- à la Guadeloupe, à Marie-Galante, à La Désirade et aux îles des Saintes. Dans le département de la Guadeloupe, elle figure parmi les espèces protégées selon un arrêté de 2019[3].

Elle a été introduite à Saint-Martin et Saint-Barthélemy depuis la Guadeloupe.
Elle a été probablement éliminée de Sainte-Lucie par Eleutherodactylus johnstonei (ou Hylode de Johnstone).

## Description

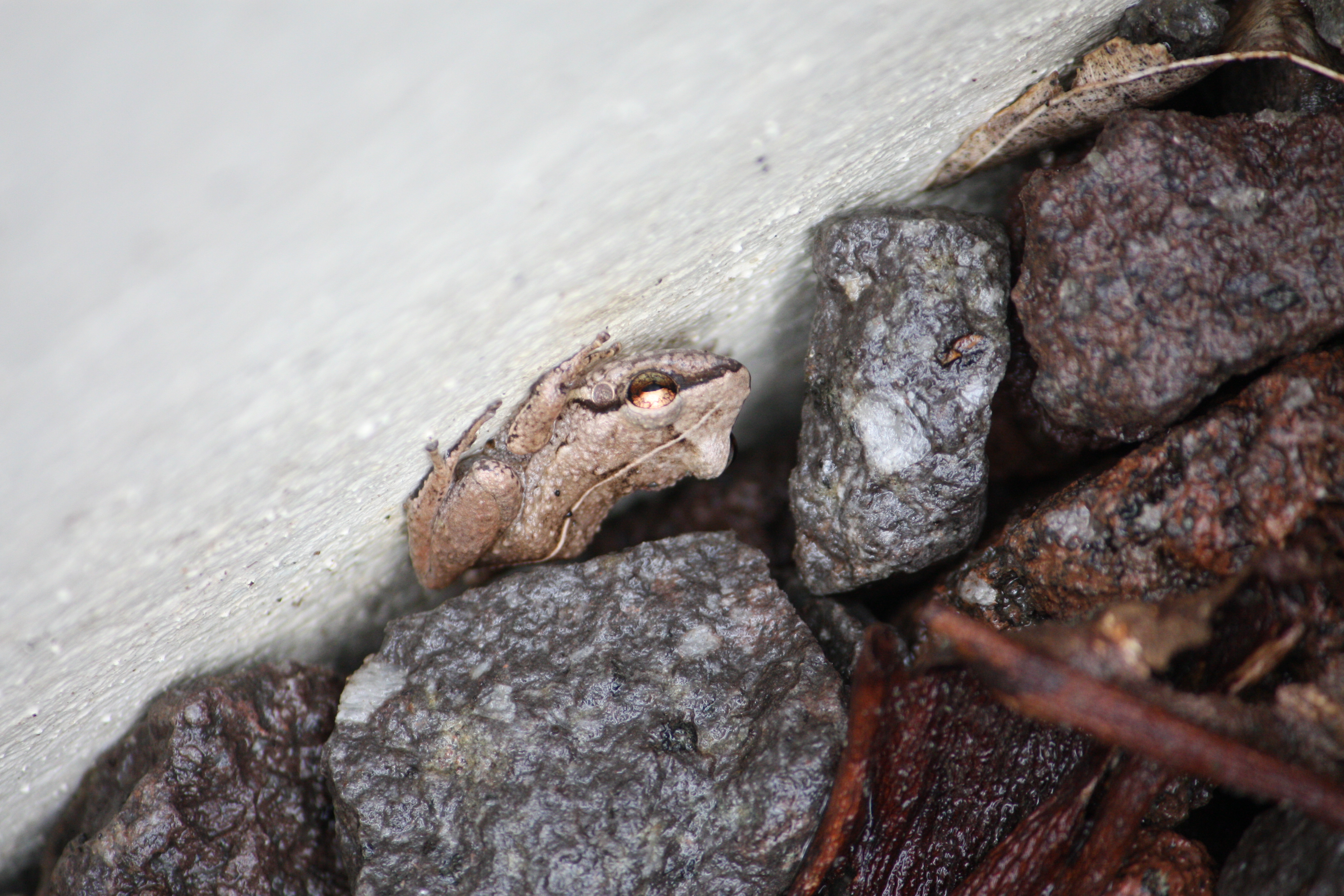
Eleutherodactylus martinicensis

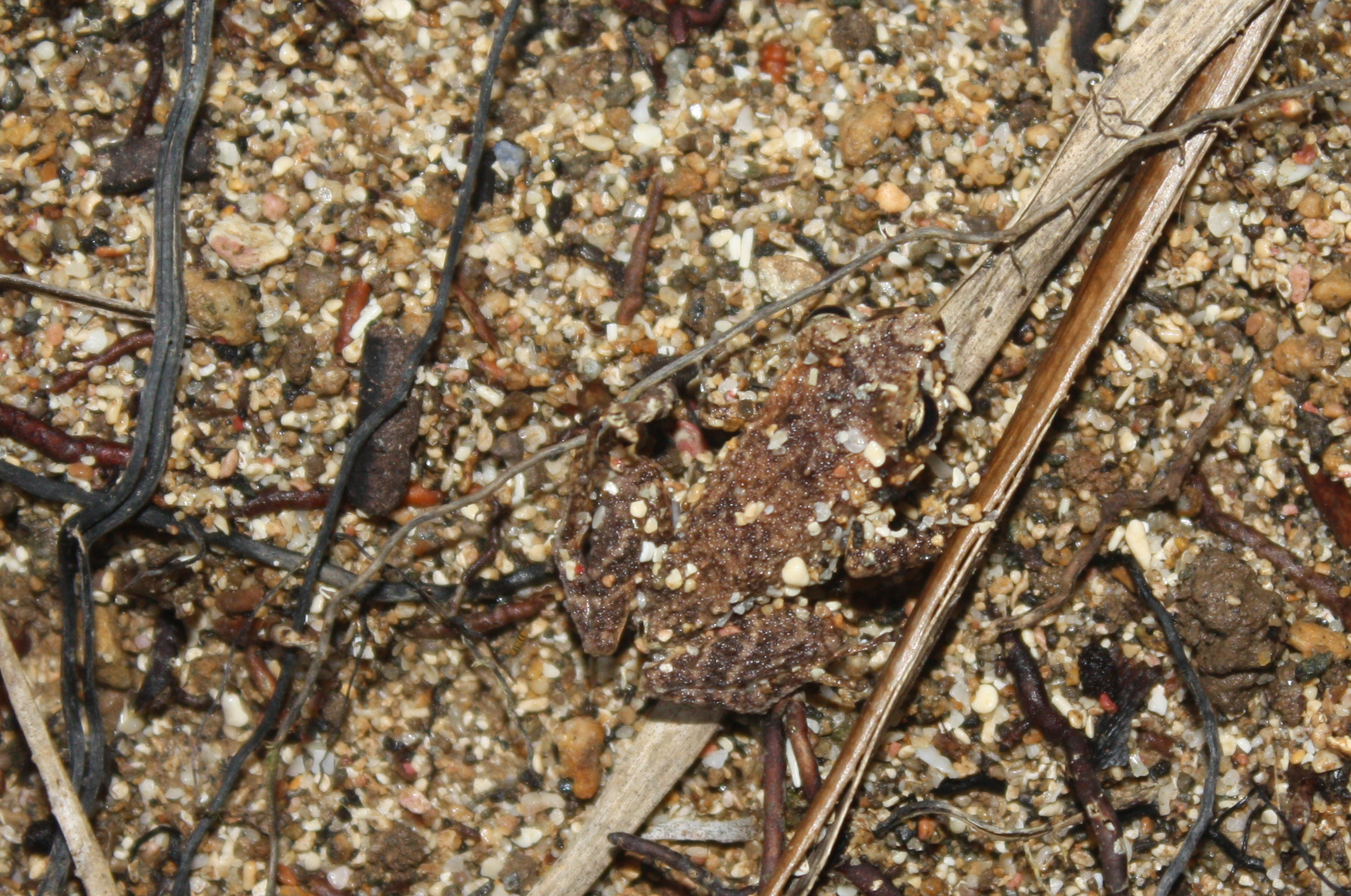
Eleutherodactylus martinicensis

C'est une petite grenouille plutôt arboricole des forêts humides même si elle s'adapte à tous les milieux de son aire de répartition. Elle est active la nuit et est surtout connue pour son sifflement si familier dans les nuits antillaises. Ces chants  correspondent aux appels sexuels des mâles et aux chants de défense du territoire.
La couleur peut aller du jaune sale au brun-orangé ou du gris au marron foncé. Il existe en général une ligne médiodorsale de couleur variable. Le ventre est jaune pâle ou blanc.
Les mâles font du museau à l'anus 32 mm et les femelles 47 mm. Leur tête est large avec un museau tronqué. Leurs longues pattes se terminent par de grands disques digitaux leur permettant de grimper sur des surfaces verticales lisses.

## Taxinomie
Son nom d'espèce, composé de martinic et du suffixe latin -ensis, « qui vit dans, qui habite », lui a été donné en référence à la Martinique qui a été donnée comme lieu de découverte probablement par erreur. Schwartz a en effet montré que les syntypes provenaient en fait de la Guadeloupe.

## Prédation
Eleutherodactylus martinicensis fait partie du régime alimentaire du Pic de Guadeloupe qui la donne à consommer à ses oisillons en période de nidification.